# Художественная лига южных штатов
Художественная лига южных штатов (англ. Southern States Art League, первоначально называвшаяся All-Southern Art Association) — организация в США, созданная в 1920-х годах, чтобы привлечь внимание к художникам с юга Соединенных Штатов.
Ряд первых членов лиги были тесно связаны с Чарльстонским ренессансом, который способствовал становлению Юга США как «жизнеспособного центра искусства и грозной силы в сфере американской культуры».

## История
Всеюжная художественная ассоциация (All-Southern Art Association) первоначально задумывалась как организация с членами, набранными из Художественной ассоциации Каролины (Carolina Art Association), под председательством Камиллы Скотт Пинкни (Camilla Scott Pinckney), матери писательницы и поэтессы Жозефины Пинкни. Целью ассоциации было представлять в США только южных художников, первая выставка которых — All-Southern Art Exhibit была проведена в галерее Gibbes Gallery of Art в Чарльстоне, Южная Каролина, в 1921 году. Жюри под руководством музейного директора музея Флоренс Макинтайр и художников: Бирджа Харрисона, Уильяма Сильвы и Альфреда Хатти удалось привлечь как большое количество посетителей, так и национальную прессу.
После первой экспозиции ассоциация устраивала выставки на площадках в ведущих южных городах США, включая Новый Орлеан (Луизиана), Колумбию (Южная Каролина), Атланту и Мобил (Джорджия). Ассоциация также спонсировала лекционные туры южных художников и в 1921—1922 годах организовала выставку ведущей художницы Чарльстонского ренессанса — Элис Равенел Хьюгер Смит. Другие художественные лиги Юга США, в частности, Художественная лига Палм-Бич во Флориде, присоединились к Всеюжной художественной ассоциации. В 1922 году Всеюжная художественная ассоциация была переименована в Художественную лигу южных штатов.
В мае 1944 года состоялась 24-я ежегодная выставка художественной лиги Южных Штатов.
Членами лиги были: Кэтрин Критчер, Маргарет Грэм, Элла Хергешаймер, Бонни Маклири, Дикси Селден, Уолдин Таух, Хелен Тёрнер, Элсворт Вудворд и другие художники.